# Here & Now (группа)
«Here & Now» — британская рок-группа, образовавшаяся весной 1974 года в Лондоне, Англия, исполнявшая психоделический прогрессив/спейс-рок, созвучный произведениям Gong и Planet Gong (с которыми она поддерживала в 1974—1978 годах тесные отношения) и оказавшая влияние на становление стоунер-рока. Группа, исповедовавшая анархистские идеи, считалась важной частью британского андеграунда середины 1970-х годов, сотрудничая и с панк-исполнителями (в частности, Alternative TV). Here & Now выпустили 12 альбомов; они неоднократно меняли состав, временами надолго прекращая деятельность, но официально не распадаясь. В числе известных музыкантов, игравших в Here & Now, были Дэвид Аллен и Кейт Добсон (World Domination Enterprises).

## История группы
Первый состав группы был образован весной 1974 года Киф-Кифом (англ. Kif Kif, ударные) и Хосе Гроссом (Jose Gross), с которыми выступали, в числе прочих, итальянец Франко и испанка с оперным вокалом по имени Маргарита. Название (первоначально известное в двух вариантах: Here-Now и Here Now) отчасти имело отношение к «кадровой политике» коллектива, куда входил каждый, находившийся «здесь-и-сейчас», но отчасти возникло и под влиянием книги «Be Here Now» (гуру по имени Baba Ram Dass). Этот состав дал лишь два концерта: в Meat Roxy (для сообщества сквоттеров) и на Windsor Free Festival, первом открытом фестивале в Британии, разогнанном полицией. После этого Маргарита отправилась в Испанию, Франко (по словам Кифа) «с тех пор также никто не видел».
В ноябре 1974 года участники первого состава Киф Киф и Хосе Гросс пригласили к участию гитариста Джола (Jol); так возникла вторая «инкарнация» коллектива, в числе участников которого были Алан Догенд (Alan Dogend) и поэт Ричард Хэли (Richard Heley). В начале 1975 года к ним присоединился Твинк со своим самодельным синтезатором. Этот состав выступал, в основном, в Greyhound на Фулэм Пэлас Роуд, Cabbage Patch в Твикенхэме и иногда на верхнем этаже паба Chippenham, где играли и 101ers.

В 1975 году, на открытом фестивале в Уотчфилде неподалёку от Свиндона к группе присоединились гитаристка Стеффи и басист Кейт. Стеффи появилась на сцене неожиданно, включилась самостоятельно и заиграла так, что Алан Догенд просто «сошёл со сцены и оставил их заниматься своими делами». Так возник состав Here & Now, считающийся основным. Киф-басист так вспоминал фестиваль:
Это было звездное мероприятие, мы джемовали перед толпой как минимум тысяч в пять. Это было весьма напряженные мероприятие, особенно для меня, принявшего довольно-таки много, скажем так, стимуляторов... Где-то через полчаса к нам присоединился Артур Браун, который выдал поток сознания и танцевал как дервиш около часа. Мы продолжали играть дальше и были в таком энергетическом потоке, что остановиться уже не могли, к нам присоединился Ребоп Кваку Ба (Rebop Kwaku Ba), выдающийся африканский перкуссионист, который выступал с нами до рассвета, играя на всём, что только попадалось под руку и распевая народные песни под спейс-панк-фанк аккомпанемент...
После этого группа собралась лишь в марте 1976 года и даже записалась, выпустив кассеты «Bom Shiva Shanka» и «Soviet Kommercial Radio», материал которых переиздавался впоследствии на альбомах.
Начиная с 1976 года с группой стали выступать певица Ано (Ano) и танцовщица Сьюз де Блуз (Suze de Blooze, известная также как Suze the Blues, второй вариант используется в биографии на официальном сайте). Вскоре после этого Твинк, Киф-Киф и Стеффи отправились в Бат, Кит-басист остался в Лондоне и на некоторое время утратил контакт с коллегами. В 1976 году Твинк поселился в найденном им старом автобусе, оказавшемся во вполне рабочем состоянии. Два месяца спустя к нему подселились Kиф-Киф и Стеффи, а также некоторые члены семьи последней. С этого момента началось продолжительное автобусное приключение Here & Now, к которым присоединился еще и басист Макс Канн (Max Cann). В Бате и окрестностях группа, игравшая где придётся, познакомилась со звукоинженером Грантом Шоубизом, который представился как «сценический менеджер» и на некоторое время стал существенно важным участником коллектива (позже получив большую известность как продюсер, записывавший, в числе прочих, The Fall, The Smiths и Билли Брэгга).
Летом 1976 года группа отправилась на импровизированный «фестиваль» в Уэльсе (с участием примерно 150 человек), где — без сцены, на траве и камнях — играла под дождем вместе с Solar Ben (имевшими генератор и звуковую систему). Как вспоминал Киф-Киф, «примерно через неделю фестиваль был благополучно изгнан со своего места полицией и мы всей массой отправились в новое место на севере Уэльса».
В 1977 году Твинка заменил Гевин да Блиц (Gavin da Blitz, синтезатор). В 1977 году Дэвид Аллен и Джилли Смит (Gilli Smyth) предложили коллективу выйти в совместное турне как Planet Gong. Этот экспериментальный состав выпустил концертный альбом Floating Anarchy 1977 и сингл «Opium for the People».
В те же дни Here & Now установили прочные творческие отношения с Марком Перри, фронтменом Alternative TV; два коллектива провели совместное турне и выпустили концертный альбом What You See Is What You Are. В 1980 году Киф Киф покинул состав, создав студию Street Level и «кассетный» DIY-лейбл Fuck Off Records, после чего образовал собственную группу World Domination Enterprises.
В 1980—1981 годах Here & Now постоянно гастролировали, разъезжая в собственном автобусе и выступая на открытых фестивалях (Deeply Vale, Стоунхендж, Гластонбери). Эти, как и другие их выступления считались бесплатными, но сборы осуществлялись — путём обхода рядов со шляпой. Эта традиция не всегда встречала понимание: в частности, в люишемском Goldsmiths College, где Here & Now выступали с Splodgenessabounds, часть студенческой аудитории отказалась платить за концерт, который был объявлен бесплатным, после чего группа ушла со сцены. Инцидент весьма расстроил Стеффи; выразив сомнение в том, что группа продолжает следовать некогда декларированным идеалам, в 1981 году она покинула состав, уступив место Дино Ферари. С ним, под предводительством Keith the Bass, группа записала альбомы Fantasy Shift, Coaxed out from Oxford, Theatre, Been and Gone.
Этот состав распался в 1986 году, но уже год спустя воссоединился в составе: Кейт (бас-гитара), Гевин (клавишные), Дино Феррари (гитара), Джонатан Ламберт (саксофон) и Пит Дэвис (экс-UK Subs). В 1990 году Гевин ушёл из группы и его заменил Энди Ройд (Andy Roid). При этом вернулась Стеффи, вместе с новым барабанщиком Стивом Кэссиди (Steve Cassidy). Этот состав записал альбом UFOasis, после чего на некоторое время приостановил деятельность. В начале 2000 года Кит-басист и Стеффи реформировали группу, в состав которой вошёл Джой Хинтон (Joie Hinton, клавишные) из Ozric Tentacles и Eat Static.
Вскоре Kif Kif, Твинк и Стеффи объединились в состав под названием Ici Maintenants, занявшийся исполнением импровизированных композиций, во много напоминавших ранние эксперименты. Летом 2009 года Стеффи покинула группу, а в сентябре сформировался новый её вариант: Гвио Зепикс (Gwyo ZePix, экс- Zorch, Gong), Слим Верхов (Slim Verhoef, экс-Giant Eyes); Ник (Nimbus Noodle), Drumbiz (экс-Mandragora, Giant Eyes) и вернувшийся Кит-басист (Keith the Bass). В сентябре 2010 года на Esoteric Recordings вышли remastered-версии альбомов Give & Take и All Over The Show.

## Дискография

### Альбомы
- Give And Take (Charly Records, 1978)
- What You See… Is What You Are (Deptford Fun City, 1978)
- All Over The Show (Charly Records, 1979)
- Theatre (Landslide Records, 1984)
- Been & Gone (Cold Harbour Records, 1986)
- Ufoasis (Now Here Productions, 1995)
- Gospel Of Free (Gas Records, 1999)
- Coaxed Out From Oxford (4 Zero Records, 2007)
- Wild & Free (Self-released, 2007)
- Bristol Gardens (Free Love Records, 2008)
- Rivington Pike (Free Love Records, 2009)
- Oxford Poly 18th June 1977 (Free Love Records, 2010)[3]

### Синглы
- «Dog In Hell» (Charly Records, 1979)
- «End Of The Beginning» (Charly Records, 1979)[7]